# GaTa

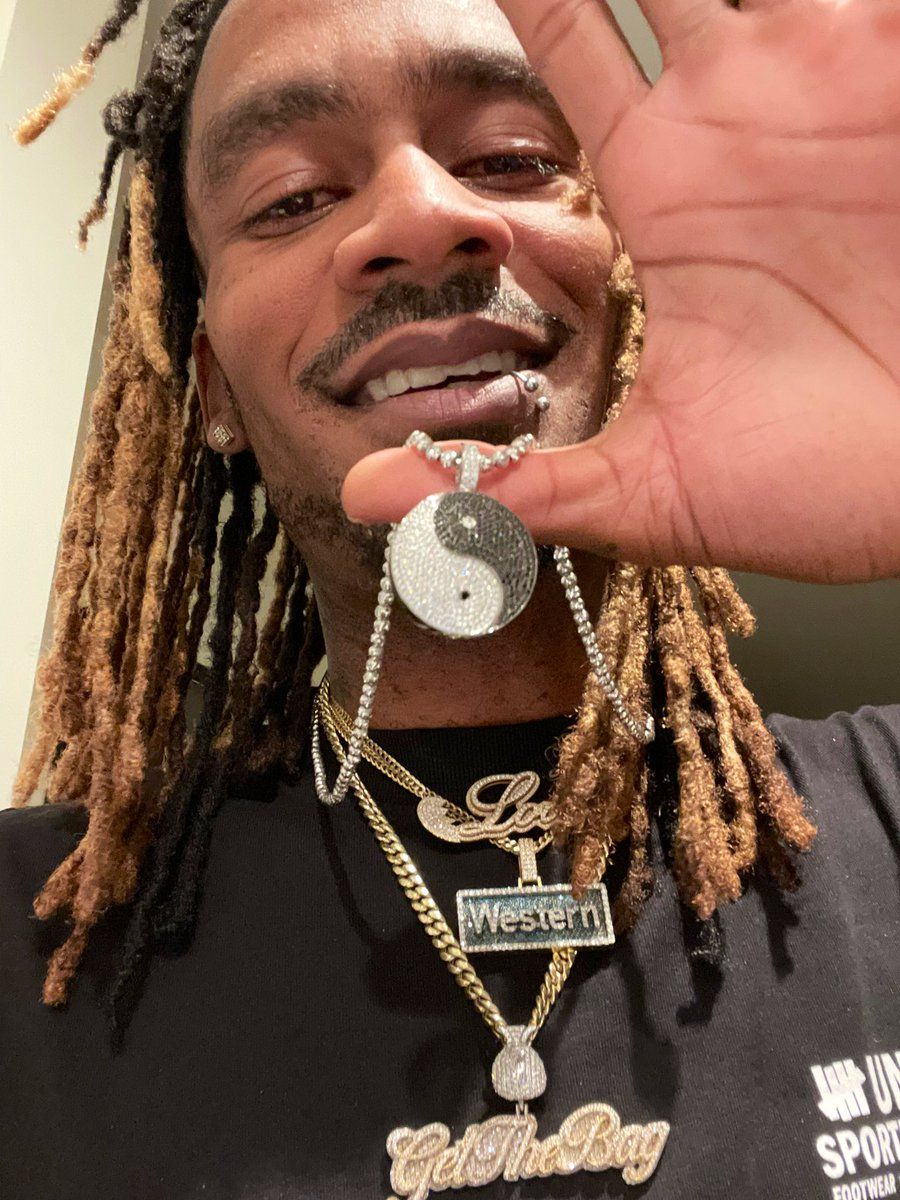
GaTa (2021)

Davionte Ganter, besser bekannt unter seinem Pseudonym GaTa, ist ein US-amerikanischer Rapper und Schauspieler.
Bekanntheit erlangte er für seine Rolle in der Fernsehserie Dave sowie als „hype man“ (eine Art „Background-Rapper“) für den Rapper Lil Dicky.

## Leben
GaTa wuchs in South Los Angeles auf, wo er als Baby von seiner Tante adoptiert wurde, welche er selbst als seine Mutter bezeichnet.
Er lernte weder seine leibliche Mutter noch seinen Vater jemals kennen.
Inspiriert durch die Rapperin Da Brat begann er, während seiner Schulzeit zu rappen.
GaTa hat eine Bipolare Störung, eine Eigenschaft, welche auch der von ihm in der Fernsehserie Dave verkörperte Charakter hat. Er ist gezwungen, Medikamente gegen diese psychische Störung einzunehmen. Er zögerte erst, in der Sendung über diese Störung zu sprechen, allerdings überzeugten ihn seine Familie und sein Freund David Burd, dass dies anderen Betroffenen helfen könnte.

## Karriere

### Musik
Als sogenannter hype man bereiste GaTa die ganze Welt und trat dabei als Supportact mit Rappern wie Lil Wayne und Gym Class Heroes auf. Zusammen mit Tyga und seinem Kindheitsfreund Schoolboy Q gründete er das Musiklabel G.E.D., was laut GaTa für „jeden Tag schleifen, jeden Dollar bekommen, sich täglich weiterbilden“ steht.
Etwa 2013 begann GaTa mit David Burd, besser bekannt unter seinem Künstlernamen Lil Dicky, zu arbeiten. Die beiden engen Freunde stehen für die Comedyserie Dave gemeinsam vor der Kamera. Nachdem er durch den Erfolg der Serie einem breiten Publikum bekannt geworden war, entschied er sich, seine eigene Rapkarriere auszubauen und veröffentlichte im Juli 2021 die Single Check Up.

### Fernsehen
GaTa begann seine Schauspielkarriere in der Fernsehserie Dave, in der er eine überspitze Version von sich selbst spielt. Aufgrund fehlender Schauspielerfahrung, mit Ausnahme von Musikvideos, musste er an einem Casting teilnehmen, um sich selbst in der Serie zu spielen. Seine Leistung wurde sehr wohlwollend von Fans und Kritikern aufgenommen, manche Kritiker forderten daher eine Emmy-Nominierung für Davionte.